# Gianfranco Pintore
Gianfranco Pintore (Irgoli, 31 agosto 1939 – Nuoro, 24 settembre 2012) è stato un giornalista e scrittore italiano, indipendentista sardo.

## Biografia
Ha lavorato per L'Unità (anche come corrispondente da Varsavia), Mondo Nuovo, Abc, L'Espresso, Tempo illustrato, La Nuova Sardegna. Nel 1971 è stato Direttore Responsabile di Lotta Continua, periodico quindicinale.
Rientrato in Sardegna nel 1974 partecipò al movimento de Su Populu Sardu. In quegli stessi anni (1976-78) ha fondato e diretto il mensile bilingue (sardo e italiano) Sa Sardigna, e ha diretto la prima radio libera in lingua sarda, Radiu Supramonte.
In seguito il movimento si spaccò sulla possibilità di sostenere il Partito Sardo d'Azione alle elezioni regionali del 1979: una parte vi aderì (lo stesso Pintore e Mario Carboni). Successivamente partecipò alla creazione della corrente di Sardigna Natzione.
In quegli anni fondò e diresse il mensile Sa Sardigna, la radio libera Radiu Supramonte, diresse il periodico del Partito Sardo d'Azione Il Solco e la Tv libera Telesardegna. È stato editorialista per L'Unione Sarda e "Sardigna.com".
Partecipò alla fondazione nel movimento federalista Fortza Paris, nato dall'unione fra Sardistas, Partito del popolo sardo e un movimento di emigrati e vicino a posizioni di centro-destra.
Nel 1989 ha vinto il premio "Casteddu de sa Fae" di Posada per la narrativa in lingua sarda, con il romanzo Su Zogu
Nel 2010 ha vinto il premio letterario "Grazia Deledda" per la narrativa sarda, con il romanzo Sa Losa de Osana.
È scomparso all'età di 73 anni, dopo una lunga malattia.
Nel febbraio 2013 è stato istituito il premio letterario "Gianfranco Pintore" dedicato alla lingua sarda.

## Opere
- Sardegna regione o colonia, Mazzotta, Milano, 1974;
- Sardigna ruja, Edizioni della Nave, Milano, 1981;
- Manzela, Castello, Cagliari, 1985;
- Sardegna sconosciuta, Rizzoli, Milano, 1986 e 2002;
- Su Zogu, Papiros, Nùgoro, 1988;
- La sovrana e la cameriera, Insula, Nuoro, 1996;
- La caccia, Zonza editori, Cagliari, 2000;
- Nurai, Papiros, Nùgoro, 2002;
- Morte de unu presidente, Condaghes, Cagliari, 2007;
- Sa losa de Osana, Condaghes, Cagliari, 2009 tradotto in italiano col titolo La stele di Osana, Condaghes, Cagliari, 2009;
- Il grande inganno, Condaghes, Cagliari, 2011.